# Sies Bleeker
Sies Bleeker (Heerenveen, 12 december 1941 – aldaar, 5 mei 2014) was een Nederlands beeldend kunstenaar. Hij was de zoon van de verzetsstrijders Johan Bleeker en Fokje Dijkstra.

## Leven en werk
Na de hogere burgerschool in Heerenveen studeerde Bleeker aan de Academie Minerva in Groningen als leerling van onder anderen Evert Musch en Diederik Kraaijpoel. Hij maakte de opleiding niet af en ontwikkelde zich verder als autodidact, met als partner onder anderen Boele Bregman. Bleeker ging zijn eigen weg in het zoeken naar abstrahering. Zijn werk werd opgenomen in een aantal rijkscollecties ('Met papier op papier', 'Kleurvelden', 'Kleur nader bezien', 'De verbeelding begrensd').
In de jaren 70 ging hij steeds abstracter en minimalistischer werken vanuit streepjes en blokjes, veelal in tinten van blauw, om steeds subtieler in wit te eindigen. Hij exposeerde dit werk onder meer in het Stedelijk Museum Schiedam (1971) en de Vishal in Haarlem (1978).
Met zijn abstracte werk speelde Bleeker zich in de kijker van architecten. Vanaf 1972 ging hij zich wijden aan ruimtelijk werk, wat leidde tot meer dan tien opdrachten via de stichting Kunst en Bedrijf.
Tussen 1987 en 1993 was Bleeker gastdocent aan Academie Vredeman de Vries. In de jaren 2004 t/m 2012 was hij adviseur en curator voor de gemeente Weststellingwerf en de provincie Friesland.
Oud-plaatsgenoot Willem Winters publiceerde in retrospectief het boekje Libje yn liende tiid, een collage herinneringen aan en gesprekken met Sies.

## Enkele werken
- 1981 - parkingdeck, gevels parkeergarage Almelo[5]
- 1983 - kunstwerk op gevel, Tomadohuis, Dordrecht
- 1987 - klavecimbel, Annelie de Man[6]
- 1996 - brug en omgeving, Hoogkerk